# Soul of the Bible
Soul of the Bible è un doppio album discografico in studio di Nat Adderley, pubblicato nel 1972.

## Tracce
Lato A
1. In the Beginning – 1:20 (David Axelrod, George Duke)
2. Yield – 2:20 (Olga James)
3. Obeah – 7:36 (Julian Adderley)
4. Fun in the Church – 7:08 (Julian Adderley, Fleming Williams)

Durata totale: 18:24
Lato B
1. The Eternal Walk – 6:48 (Nat Adderley, Rick Holmes)
2. Krukma – 3:17 (George Duke)
3. Gone – 4:00 (Nat Adderley, Julian Adderley)
4. Behold – 3:15 (Arthur Charma, Nat Adderley)
5. Psalm 24 – 4:56 (Walter Booker)

Durata totale: 22:16
Lato C
1. Make Your Own Temple – 5:58 (Julian Adderley, Rick Holmes)
2. Taj – 14:52 (Nat Adderley Jr., Francisco Centeno, Airto Moreira)

Durata totale: 20:50
Lato D
1. Psalm 54 – 1:55 (Julian Adderley, Chick Corea)
2. Amani – 11:35 (Nat Adderley Jr., Francisco Centeno)
3. Space Spiritual – 7:30 (Nat Adderley)

Durata totale: 21:00

## Musicisti
- Julian Cannonball Adderley - arrangiamenti, produttore, sassofono soprano, sassofono alto
- Nat Adderley - cornetta
- George Duke - pianoforte, pianoforte elettrico
- Walter Booker - contrabbasso
- Roy McCurdy - batteria

Ospiti
- Rick Holmes - narratore
- Nat Adderley Jr. - pianoforte, pianoforte elettrico
- Francisco Centeno - basso elettrico
- Chuck Rainey - basso elettrico
- David T. Walker - basso elettrico
- Airto Moreira - percussioni
- King Errisson - percussioni
- Mayuto Correa - percussioni
- Octavio - percussioni
- Fleming Williams - voce (brano : "Fun In The Church")
- Arthur Charma - voce (brano : "Behold")
- Olga James - voce (brano : "Amani")
- Stephanie Spruill - voce (brano : "Space Spiritual")